# Mùi đời: Cuộc sống không trọn vẹn
Misaeng (tiếng Hàn: 미생 - 아직 살아 있지 못한 자; Romaja: Misaeng - Ajik sala ittji mothan ja; En: Misaeng: Incomplete Life) là bộ phim truyền hình được sản xuất năm 2014 dựa trên bộ truyện tranh trực tuyến nổi tiếng cùng tên của Yoon Tae-ho. Phim được phát sóng trên kênh tvN từ ngày 17 tháng 10 đến ngày 20 tháng 12 năm 2014 lúc 20:30, gồm 20 tập.
Tựa đề của phim tạm dịch là Cuộc sống không trọn vẹn (미 là không còn, 생 là cuộc sống, hàm ý là sống như chưa từng sống). Misaeng là phim truyền hình Hàn Quốc đầu tiên quay ở Jordan, nơi diễn viên Yim Si-wan và Lee Sung-min thực hiện cảnh quay đầu tiên tại Amman, Petra, và Wadi Rum. Yim Si-wan vào vai chính của Misaeng, trước đó anh tham gia vào bộ phim Misaeng: Prequel (2013).
Misaeng trở thành một hiện tượng và đạt mức rating rất cao với đỉnh điểm là 8,4% ở tập 20.

## Nội dung
Từ khi còn là một cậu bé, Jang Geu-rae (Yim Si-wan) đã học chơi cờ vây và cờ vây cũng là tất cả đối với anh. Nhưng khi lớn lên, anh lại không thể trở thành một kì thủ cờ vây chuyên nghiệp và buộc phải từ bỏ nó. Thông qua sự giới thiệu của một người quen, Jang Geu-rae được nhận vào làm nhân viên hợp đồng tại One International, một công ty thương mại lớn. Anh bước vào môi trường làm việc công sở mà không được trang bị kĩ năng nào và chỉ có chứng chỉ GED (tương đương với bằng tốt nghiệp THPT) trên hồ sơ lý lịch của mình.
Ở đây, Jang Geu-rae đã gặp trưởng phòng Oh Sang-sik (Lee Sung-min), một người luôn tận tụy với công việc và hết lòng chăm lo cho cấp dưới; trợ lý Kim Dong-sik (Kim Dae-myung), một người có khả năng phán đoán công việc rất tốt và quyết tâm hoàn thành công việc cho dù gặp nhiều khó khăn; Ahn Young-yi (Kang Sora), nhân viên công sở mẫu mực có thành tích vô cùng ấn tượng; Jang Baek-ki (Kang Ha Neul), người giàu tham vọng trong công việc và Han Suk-yool (Buyn Yo-han), một người cởi mở, hoạt bát. Jang Geu-rae đã phải học cách thích nghi với môi trường công sở nhờ những kinh nghiệm mà anh học được khi còn chơi cờ vây.

## Diễn viên
- Yim Si-wan vai Jang Geu-rae[18][19]
- Lee Sung-min vai Oh Sang-sik
- Kim Dae-myung vai Kim Dong-sik
- Kang Sora vai Ahn Young-yi[20]
- Kang Ha Neul vai Jang Baek-ki[21]
- Byun Yo-han vai Han Suk-yool
- Shin Eun-jung vai Sun Ji-young
- Park Hae-joon vai Chun Kwan-woong
- Yoon Jong-hoon vai Lee Sang-hyun
- Yeo Eui-joo vai Jang Ki-seok
- Kim Jong-soo vai Kim Boo-ryun
- Ryu Tae-ho vai Go Dong-ho
- Kim Hee-won vai Park Jong-shik[22]
- Kim Kyung-ryong vai Lee Shin-tae
- Park Jin-soo vai trưởng phòng nhân sự Hwang
- Nam Kyung-eup vai Chủ tịch của One International
- Lee Geung-young vai Choi Young-ho
- Son Jong-hak vai Ma Bok-ryul
- Jung Hee-tae vai Jung Hee-suk
- -- vai Cha Jung-ho
- Jang Hyuk-jin vai Moon Sang-pil
- Choi kwi-hwa vai Park Yong-gu
- Shin Jae-hoon vai Yoo Hyung-ki
- Jun Suk-ho vai Ha Sung-joon
- Oh Min-suk vai Kang Hae-joon
- Tae In-ho vai Sung Joon-sik
- -- vai Cha Soo-jin
- Park Jin-seo vai Shin Da-in
- Hwang Suk-jung vai Kim Sun-joo
- Jo Hyun-shik vai Kim Suk-ho
- Kim Jung-hak vai Lee Suk-joong
- Kwak In-joon vai trưởng nhóm kiểm toán
- Han Kap-soo vai quản lý chi nhánh One International Jordan
- Choi Jae-woong vai nhân viên chi nhánh One International Jordan
- Sung Byung-sook vai mẹ Jang Geu-rae
- Nam Myung-ryul vai thầy dạy cờ vây của Jang Geu-rae
- Lee Shi-won vai Ha Jung-yun
- -- vai nhân viên lâu năm Kim
- Oh Yoon-hong vai vợ Oh Sang-sik
- Lee Seung-joon vai Shin Woo-hyun
- Seo Yoon-ah vai Lee Eun-ji
- Cho Hun-hyun (khách mời)
- Yoo Chang-hyuk (khách mời)
- Oh Jung-se vai chồng của giám đốc điều hành công ty Chungsol (khách mời, tập 20)

## Rating
| Tập | Ngày phát sóng       | AGB Nielsen       | AGB Nielsen     |
| Tập | Ngày phát sóng       | Rating trung bình | Rating cao nhất |
| --- | -------------------- | ----------------- | --------------- |
| 01  | 17 tháng 10 năm 2014 | 1.6%              | 2.8%            |
| 02  | 18 tháng 10 năm 2014 | 2.35%             | 3.1%            |
| 03  | 24 tháng 10 năm 2014 | 3.11%             | 4.6%            |
| 04  | 25 tháng 10 năm 2014 | 3.49%             | 4.9%            |
| 05  | 31 tháng 10 năm 2014 | 4.55%             | 6.0%            |
| 06  | 1 tháng 11 năm 2014  | 3.7%              | 5.4%            |
| 07  | 7 tháng 11 năm 2014  | 5.2%              | 6.4%            |
| 08  | 8 tháng 11 năm 2014  | 5.0%              | 6.6%            |
| 09  | 14 tháng 11 năm 2014 | 5.2%              | 6.7%            |
| 10  | 15 tháng 11 năm 2014 | 5.9%              | 7.0%            |
| 11  | 21 tháng 11 năm 2014 | 6.1%              | 7.1%            |
| 12  | 22 tháng 11 năm 2014 | 6.3%              | 7.8%            |
| 13  | 28 tháng 11 năm 2014 | 6.3%              | 7.9%            |
| 14  | 29 tháng 11 năm 2014 | 5.8%              | 7.9%            |
| 15  | 5 tháng 12 năm 2014  | 7.2%              | 9.4%            |
| 16  | 6 tháng 12 năm 2014  | 7.4%              | 8.6%            |
| 17  | 12 tháng 12 năm 2014 | 7.6%              | 9.7%            |
| 18  | 13 tháng 12 năm 2014 | 8.0%              | 9.5%            |
| 19  | 19 tháng 12 năm 2014 | 7.6%              | 9.3%            |
| 20  | 20 tháng 12 năm 2014 | 8.4%              | 10.3%           |

## Nhạc phim
| STT | Nhan đề                                                | Nghệ sĩ           | Thời lượng |
| --- | ------------------------------------------------------ | ----------------- | ---------- |
| 1.  | "로망" (Romantic Idea)                                 | Rose Motel        | 4:36       |
| 2.  | "로망 (Inst.)" (Romantic Idea (Inst.))                 |                   | 4:36       |
| 3.  | "내일" (Tomorrow)                                      | Han Hee-jung      | 4:01       |
| 4.  | "내일 (Inst.)" (Tomorrow (Inst.))                      |                   | 4:01       |
| 5.  | "날아" (Fly)                                           | Lee Seung-yeol    | 4:46       |
| 6.  | "날아 (Inst.)" (Fly (Inst.))                           |                   | 4:46       |
| 7.  | "가리워진 길" (Hidden Path)                            | Red Cheek Puberty | 4:22       |
| 8.  | "가리워진 길 (Inst.)" (Hidden Path (Inst.))            |                   | 4:22       |
| 9.  | "그래도..그래서.." (But Still...So...)                 | Yim Si-wan (ZE:A) | 3:52       |
| 10. | "그래도..그래서.. (Inst.)" (But Still...So... (Inst.)) |                   | 3:52       |
| 11. | "응원" (Cheer)                                         | Kwak Jin-uhn      | 4:04       |
| 12. | "가리워진 길 (Band Ver.)" (Hidden Path (Band Ver.))    | Bolbbalgan4       | 4:22       |
| 13. | "Title of Misaeng"                                     | Various Artists   |            |
| 14. | "The Office Junior"                                    | Various Artists   |            |
| 15. | "하루"                                                 | Various Artists   |            |
| 16. | "외로운 시간을 견디며"                                 | Various Artists   |            |
| 17. | "급할수록 서둘러라"                                    | Various Artists   |            |
| 18. | "신입사원"                                             | Various Artists   |            |
| 19. | "Jordan Fantasy"                                       | Various Artists   |            |
| 20. | "승부수"                                               | Various Artists   |            |
| 21. | "Okay? Okay!"                                          | Various Artists   |            |
| 22. | "출근길"                                               | Various Artists   |            |
| 23. | "착수"                                                 | Various Artists   |            |
| 24. | "피해갈 수 없는 눈"                                    | Various Artists   |            |
| 25. | "눈물" (Tears)                                         | Various Artists   |            |
| 26. | "썩은 미소"                                            | Various Artists   |            |
| 27. | "눈치 작전"                                            | Various Artists   |            |
| 28. | "오늘 한잔?"                                           | Various Artists   |            |
| 29. | "위로"                                                 | Various Artists   |            |

## Giải thưởng và đề cử
| Năm  | Giải                                                  | Thể loại                                           | Người nhận     | Kết quả   |
| ---- | ----------------------------------------------------- | -------------------------------------------------- | -------------- | --------- |
| 2015 | Giải thưởng Truyền hình Cáp lần thứ 9                 | Grand Prize (Daesang)                              | Misaeng        | Đoạt giải |
| 2015 | Giải thưởng Truyền hình Cáp lần thứ 9                 | Giải Ngôi sao - Nam diễn viên xuất sắc nhất        | Yim Si-wan     | Đoạt giải |
| 2015 | Giải thưởng Truyền hình Cáp lần thứ 9                 | Giải Ngôi sao - Nam diễn viên xuất sắc nhất        | Kang Ha-neul   | Đoạt giải |
| 2015 | Giải thưởng nghệ thuật Paeksang lần thứ 51            | Phim xuất sắc nhất                                 | Misaeng        | Đề cử     |
| 2015 | Giải thưởng nghệ thuật Paeksang lần thứ 51            | Đạo diễn xuất sắc nhất (phim truyền hình)          | Kim Won-seok   | Đoạt giải |
| 2015 | Giải thưởng nghệ thuật Paeksang lần thứ 51            | Nam diễn viên xuất sắc nhất (phim truyền hình)     | Lee Sung-min   | Đoạt giải |
| 2015 | Giải thưởng nghệ thuật Paeksang lần thứ 51            | Nam diễn viên mới xuất sắc nhất (phim truyền hình) | Yim Si-wan     | Đoạt giải |
| 2015 | Giải thưởng nghệ thuật Paeksang lần thứ 51            | Nam diễn viên mới xuất sắc nhất (phim truyền hình) | Kim Dae-myung  | Đề cử     |
| 2015 | Giải thưởng phim truyền hình quốc tế Seoul lần thứ 10 | Miniseries xuất sắc nhất                           | Misaeng        | Đoạt giải |
| 2015 | Giải thưởng phim truyền hình quốc tế Seoul lần thứ 10 | Đạo diễn xuất sắc nhất                             | Kim Won-seok   | Đề cử     |
| 2015 | Giải thưởng phim truyền hình Hàn Quốc lần thứ 8       | Phim xuất sắc nhất                                 | Misaeng        | Đoạt giải |
| 2015 | Giải thưởng phim truyền hình Hàn Quốc lần thứ 8       | Đạo diễn xuất sắc nhất                             | Kim Won-seok   | Đề cử     |
| 2015 | Giải thưởng phim truyền hình Hàn Quốc lần thứ 8       | Biên kịch xuất sắc nhất                            | Jung Yoon-jung | Đề cử     |
| 2015 | Giải thưởng phim truyền hình Hàn Quốc lần thứ 8       | Nam diễn viên xuất sắc nhất                        | Yim Si-wan     | Đề cử     |
| 2015 | Giải thưởng phim truyền hình Hàn Quốc lần thứ 8       | Nam diễn viên xuất sắc                             | Kim Dae-myung  | Đoạt giải |
| 2015 | Giải thưởng phim truyền hình Hàn Quốc lần thứ 8       | Giải thưởng đặc biệt                               | Yim Si-wan     | Đoạt giải |

## Nguyên tác
Với thể loại truyện tranh trực tuyến, Yun Tae-ho đã vẽ nên hiện thực của cuộc sống hiện đại và môn cờ vây. Truyện mô tả sinh động cuộc sống hàng ngày cũng như cuộc đấu tranh của những con người không hoàn hảo ở các doanh nghiệp Hàn Quốc, phải đối mặt với những mối quan hệ cá nhân và chính trị văn phòng. Misaeng trở nên phổ biến rộng rãi trong giới nhân viên văn phòng vì khắc họa sâu sắc hiện thực mà họ đang phải trải qua ở công sở. Truyện thu hút được 1 tỷ lượt xem trên trang Daum khi nó được đăng từ tháng 9 năm 2012 đến tháng 10 năm 2013. Phiên bản sách đã bán ra được 900.000 bản, được coi là cuốn truyện tranh nhất thiết phải được đọc ở Hàn Quốc.

## Phát sóng quốc tế
| Quốc gia | Đài truyền hình | Ngày mở đầu          | Tên                                   |
| -------- | --------------- | -------------------- | ------------------------------------- |
| Thái Lan | PPTV            | 28 tháng 10 năm 2015 | หนุ่มออฟฟิศพิชิตฝัน (Num Office Pichit Fun) |